# Heilandskirche (Lauterbach)

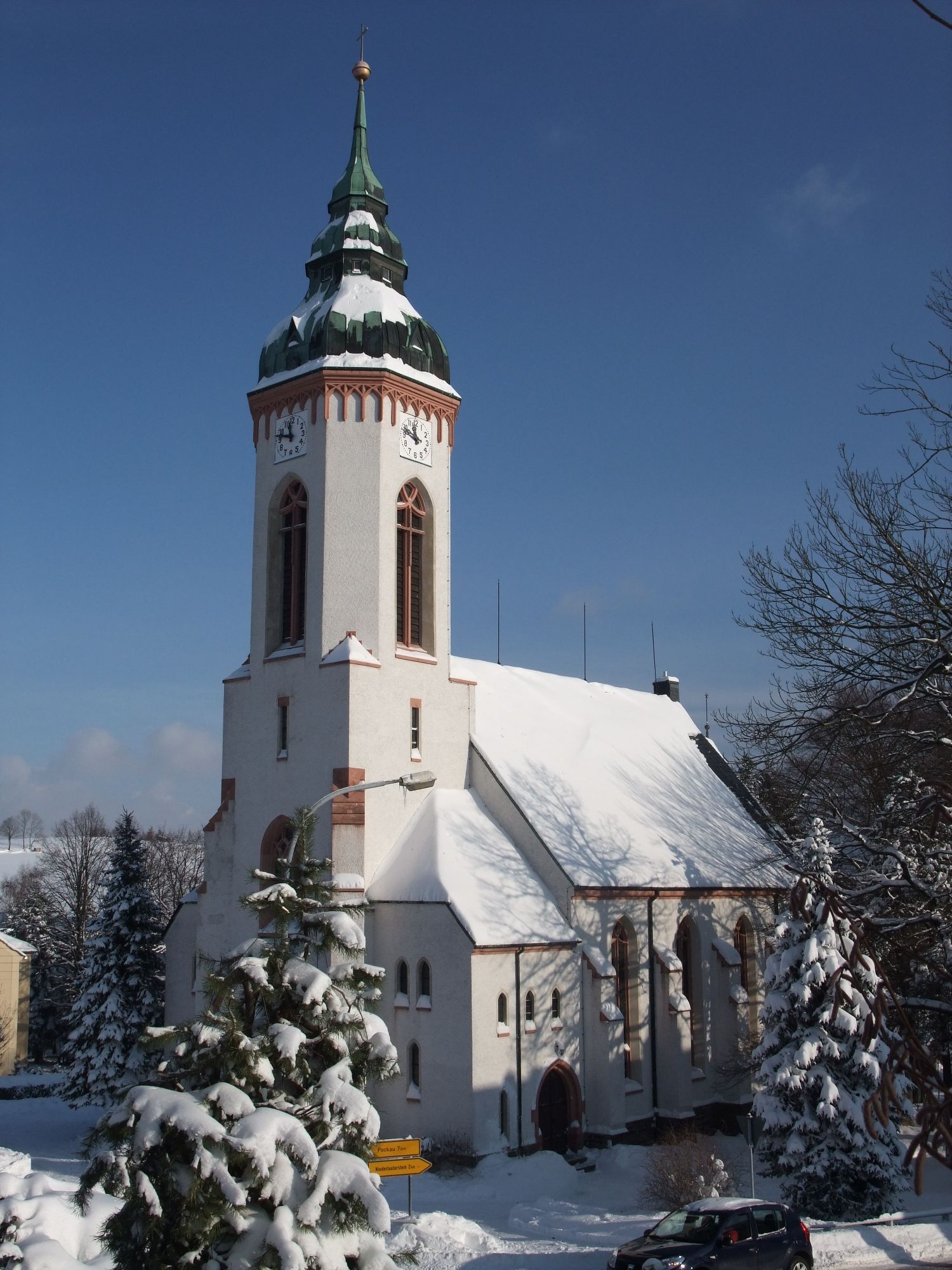
Heilandskirche Lauterbach

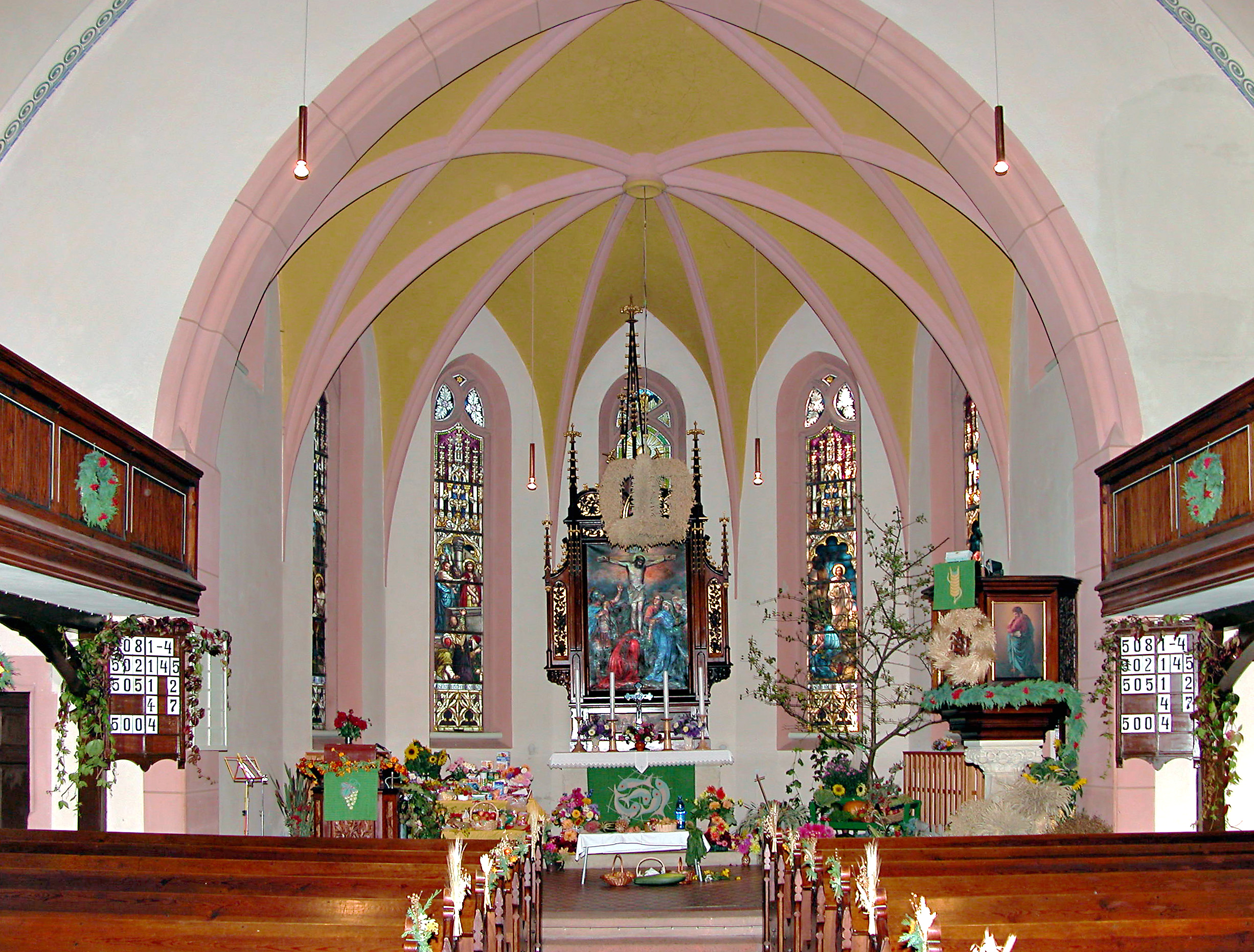
Altarraum

Die Heilandskirche ist die evangelisch-lutherische Gemeindekirche von Lauterbach, einem Ortsteil der sächsischen Stadt Marienberg im Erzgebirgskreis. Sie gehört zum Kirchenbezirk Marienberg der Evangelisch-Lutherischen Landeskirche Sachsens.

## Geschichte
Aufgrund der wirtschaftlichen Entwicklung des Ortes Lauterbach fiel um die Wende zum 20. Jahrhundert die Entscheidung, die aus dem Spätmittelalter stammende und räumlich beengt gewordene Wehrkirche Lauterbach durch einen repräsentativeren Kirchenneubau zu ersetzen, mit dessen Planung der Dresdener  Kirchenbaumeister Woldemar Kandler beauftragt wurde. Aus denkmalpflegerischen Gründen wurde die Wehrkirche jedoch 1906 von Kandler abgetragen und auf dem neu angelegten Friedhof wiedererrichtet sowie unmittelbar anschließend mit dem Kirchenneubau begonnen. 

## Architektur
Die Lauterbacher Heilandskirche wurde als neugotische Saalkirche mit polygonal schließendem Altarhaus und vorgestelltem Turmbau mit oktogonalem haubenbekrönten Freigeschoss gestaltet, begleitet von den Treppenanbauten zur Empore. Der mit dreiseitig umlaufender Empore versehene Kirchenraum ist über Schwibbögen tonnengewölbt, das Altarhaus rippengewölbt.

## Ausstattung

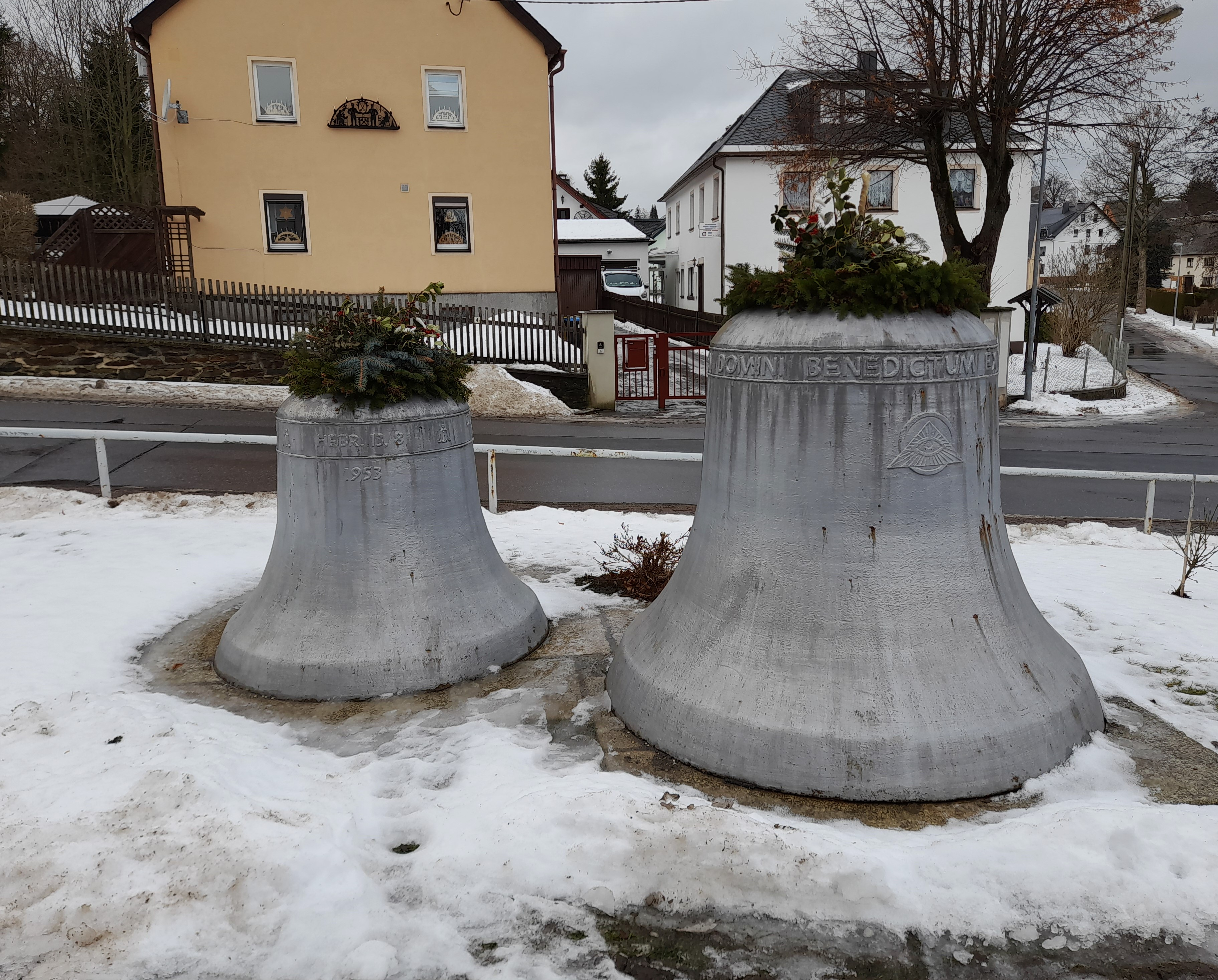
Heilandskirche Lauterbach (Marienberg), Alte Glocken

Die Heilandskirche hat die bauzeitliche liturgische Ausstattung bewahrt. Die vier Glasgemälde der Apsis, den lehrenden, helfenden, leidenden und auferstandenen Heiland darstellend, wurden nach Kartons des Dresdener Malers Heinrich Ferdinand Hofmann von der Königlich Sächsischen Hofglasmalerei C. Türcke in Zittau ausgeführt. Nach seinem Entwurf entstand auch das von Paul Müller-Callnberg ausgeführte Altarbild der Kreuzigung. Nach dem Entwurf von Richard L.F. Schulz aus Leipzig schuf der Dekorationsmaler Hans Müller aus Marienberg die Ausmalung des Innenraumes im Stil des Jugendstils.

### Orgel
Bei ihrer Fertigstellung erhielt die Lauterbacher Kirche eine Orgel der Orgelbaufirma Alfred Schmeisser in Rochlitz. Die Orgel besitzt heute folgende Disposition:
| I Hauptwerk C–f3 |               |        |
| 01.              | Bordun        | 16′    |
| 02.              | Prinzipal     | 08′    |
| 03.              | Gambe         | 08′    |
| 04.              | Dolce         | 08′    |
| 05.              | Hohlflöte     | 08′    |
| 06.              | Oktave        | 04′    |
| 07.              | Gemshorn      | 04′    |
| 08.              | Quinte        | 02 ⁄3′ |
| 09.              | Oktave        | 02′    |
| 10.              | Mixtur III–IV | 02′    |
| 11.              | Trompete      | 08′    |

| II Schwellwerk C–f3 |                  |     |
| 12.                 | Gedackt          | 16′ |
| 13.                 | Geigenprinzipal  | 08′ |
| 14.                 | Lieblich Gedackt | 08′ |
| 15.                 | Salicional       | 08′ |
| 16.                 | Aeoline          | 08′ |
| 17.                 | Fugura           | 04′ |
| 18.                 | Concertflöte     | 04′ |
| 19.                 | Piccolo          | 02′ |

| Pedal C–d1 |              |     |
| 20.        | Violonbaß    | 16′ |
| 21.        | Subbaß       | 16′ |
| 22.        | Prinzipalbaß | 08′ |
| 23.        | Violoncello  | 08′ |
| 24.        | Posaune      | 16′ |

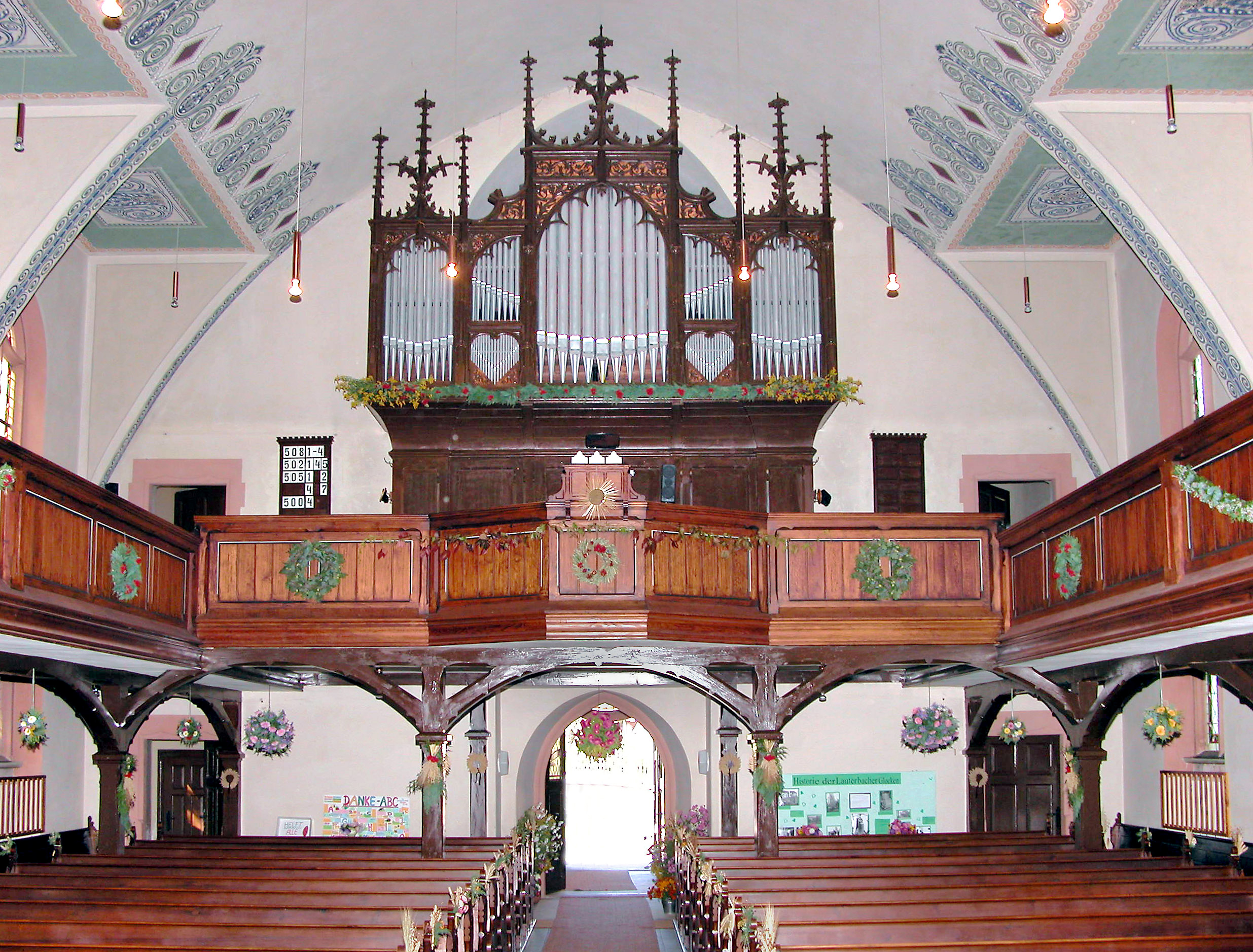
Orgel

- Koppeln: II/I, II/I Sub, II/I Super, III/II, I/P, II/P
- Spielhilfen: Tutti, Crescendo